# Bilingsjön (Svegs socken, Härjedalen, vid Remmet)
Bilingsjön är en sjö i Härjedalens kommun i Härjedalen och ingår i Ljusnans huvudavrinningsområde. Sjön har en area på 0,104 kvadratkilometer och ligger 377,3 meter över havet.

## Delavrinningsområde
Bilingsjön ingår i det delavrinningsområde (689334-141430) som SMHI kallar för Mynnar i Svegssjön. Medelhöjden är 405 meter över havet och ytan är 27,28 kvadratkilometer. Räknas de 42 avrinningsområdena uppströms in blir den ackumulerade arean 904,82 kvadratkilometer. Veman (Sör-Veman) som avvattnar avrinningsområdet har biflödesordning 2, vilket innebär att vattnet flödar genom totalt 2 vattendrag innan det når havet efter 262 kilometer. Avrinningsområdet består mestadels av skog (61 procent) och sankmarker (32 procent). Avrinningsområdet har 0,42 kvadratkilometer vattenytor vilket ger det en sjöprocent på 1,5 procent.